# Wer fürchtet sich vorm schwarzen Mann
Pour plus de détails, voir Fiche technique et Distribution.
Wer fürchtet sich vorm schwarzen Mann est un film documentaire est-allemand réalisé en 1989 par Helke Misselwitz et sorti en 1990.

## Fiche technique
- Titre original : Wer fürchtet sich vorm schwarzen Mann
- Réalisation : Helke Misselwitz
- Scénario : Helke Misselwitz et Thomas Plenert
- Montage : Gudrun Plenert
- Son : Ronald Gohlke
- Musique : Brigitte Unterdörfer
- Production : DEFA
- Pays d'origine :  Allemagne de l'Est
- Genre : Documentaire
- Durée : 52 minutes
- Date de sortie : Allemagne de l'Est - 16 février 1990[1]

## Sélections
- (de) Berlinale 2019[2]
- (pt) Doclisboa 2019[3]